# Pasaporte indonesio
El pasaporte indonesio (en indonesio: Paspor Indonesia ) es un documento de viaje emitido por el Gobierno de Indonesia a todos los ciudadanos indonesios. El órgano encargado de la emisión de dichos pasaportes es la Dirección General de Inmigración( Direktorat Jenderal Imigrasi) dependiente del Ministerio de Derecho y Derechos Humanos (Kementerian Hukum dan HAM). Indonesia no reconoce la ciudadanía múltiple para sus ciudadanos, por lo que perderán automáticamente la ciudadanía indonesia si adquieren otra ciudadanía voluntariamente. No obstante, existen excepciones para los recién nacidos, los cuales pueden tener doble nacionalidad hasta que cumpla 18 años, por lo que posteriormente se debe elegir una única nacionalidad. El último pasaporte indonesio tiene diferentes aves y paisajes nacionales en cada página.
La última versión del pasaporte indonesio se anunció el 30 de octubre de 2014. Se hicieron los siguientes cambios:
1. Color de la cubierta: Antes del 30 de octubre de 2014, los pasaportes indonesios ordinarios se expedían con una cubierta verde oscura, mientras que el actual la tiene verde turquesa.
2. Escudo de armas: el escudo de armas se encuentra centrado y es significativamente más grande que en ediciones anteriores.
3. Traducción (sólo en la portada): El término "Pasaporte" aparece de forma bilingüe, en indonesio arriba e inglés abajo.

La Dirección General de Inmigración anunció la disponibilidad a partir del 12 de octubre de 2022 de pasaportes con una validez de 10 años para los ciudadanos indonesios mayores de 17 años.

## Categorías

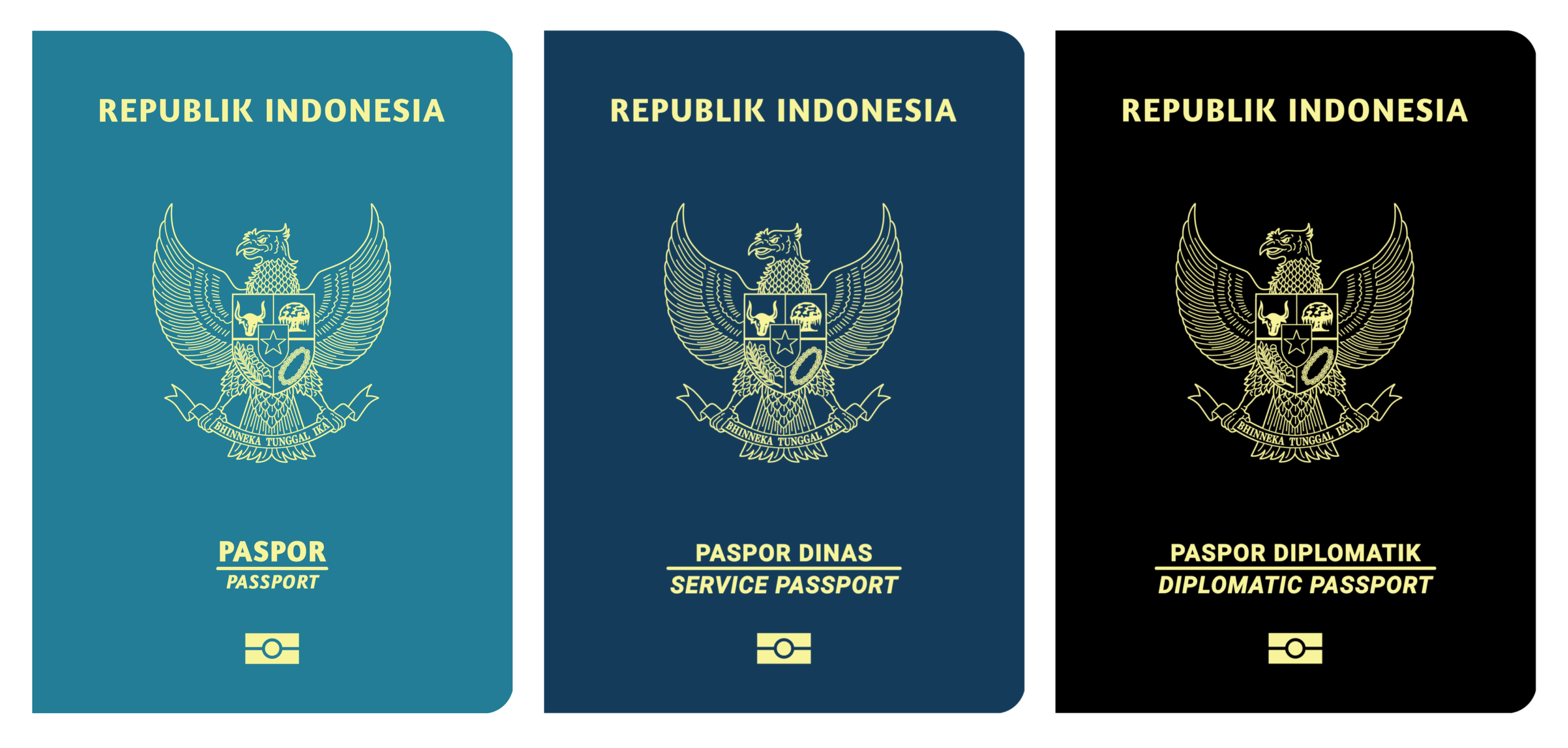
Portadas de las diferentes categorías de pasaportes indonesios.

### Pasaportes ordinarios

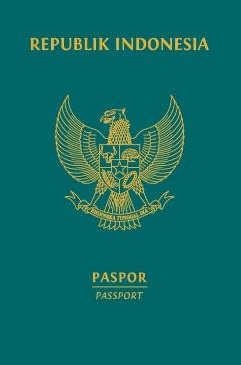
Pasaporte ordinario no biométrico de Indonesia.

Según el Reglamento Gubernamental núm. 31/2013 (Peraturan Pemerintah Nomor 31 Tahun 2013), los pasaportes ordinarios constan de versiones biométricas y no biométricas.

#### Pasaporte biométrico

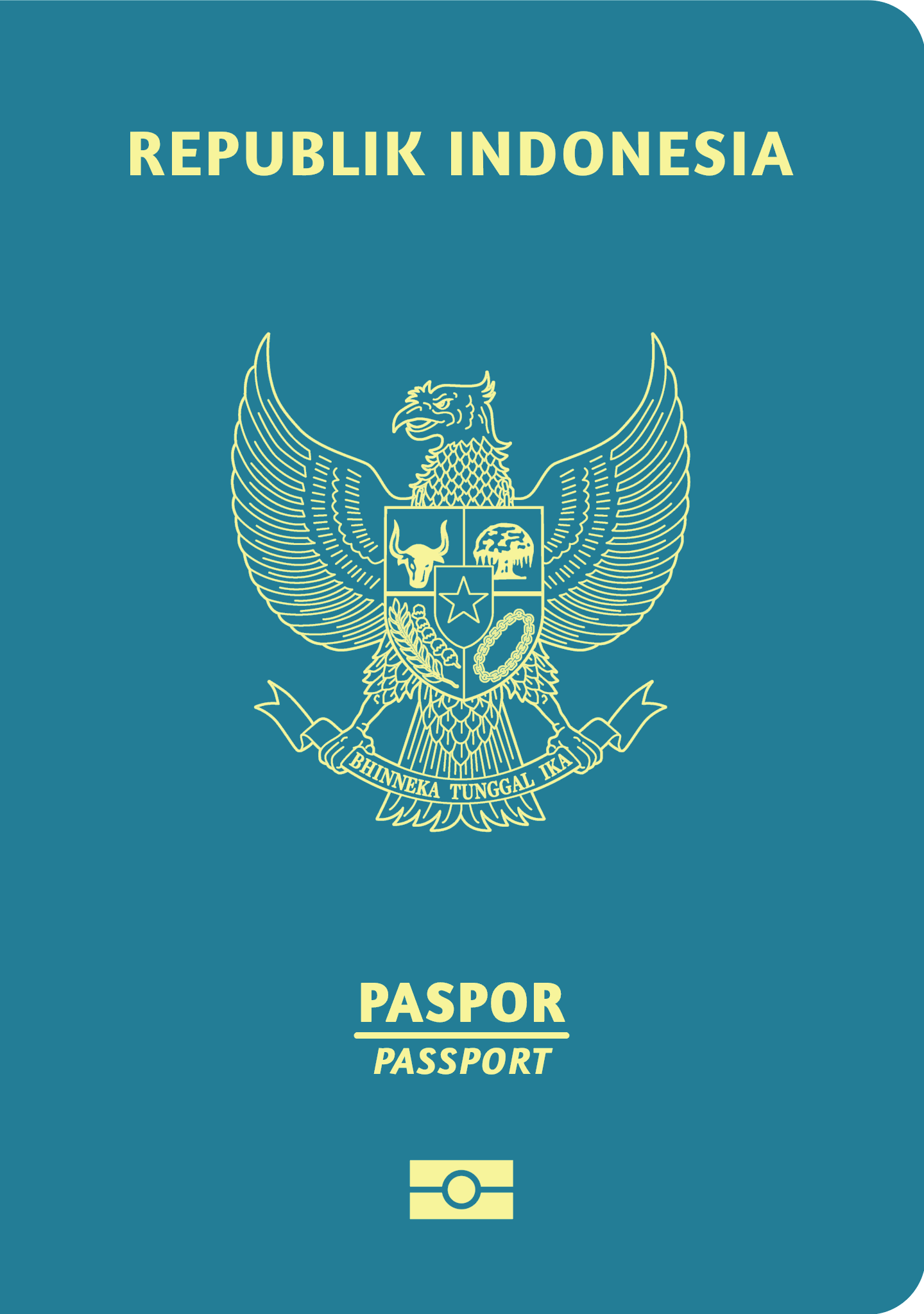
Pasaporte biométrico ordinario de Indonesia.

A partir del 26 de enero de 2011, la Dirección General de Inmigración introdujo pasaportes biométricos para los ciudadanos indonesios. En un principio, los pasaportes biométricos sólo estaban disponibles en tres oficinas de inmigración: Yakarta Occidental, Soekarno-Hatta y Yakarta Central.
En 2011, aproximadamente 12000 ciudadanos indonesios obtuvieron pasaportes biométricos y, a partir del 25 de enero de 2012, la Autoridad de Inmigración de Indonesia inauguró puertas de inmigración computarizadas en el Aeropuerto Internacional Soekarno-Hatta, reduciendo el tiempo de espera para los titulares de pasaportes biométricos, ya que ya no necesitan un registro manual en el mostrador de inmigración. El servicio está disponible para todos los pasajeros, tanto a la llegada como a la salida de Indonesia. El gobierno planea instalar puertas computarizadas en los aeropuertos de todo el país.
A partir de 2022, los pasaportes biométricos indonesios se pueden obtener en 52 oficinas de inmigración, localizadas en toda Indonesia.
Los titulares de pasaportes biométricos indonesios pueden realizar  viajes sin necesidad de visado a Japón por una duración de 15 días  No obstante, requieren que se emita un certificado de exención de visado en una embajada/consulado japonés o en línea antes de viajar. Los titulares de pasaportes no biométricos no disfrutan de este privilegio y deben solicitar un visado siempre que quieran viajar a Japón.
Los privilegios sin visado de otros países para los titulares de pasaportes indonesios son actualmente válidos para ambos tipos de pasaporte.
Según el Reglamento gubernamental n.º 28/2019, todos los pasaportes indonesios (tanto normales como biométricos) cuentan con tienen 48 páginas. Se han descatalogado todos los pasaportes de 24 páginas. 
A partir de mayo de 2023, existen dos tipos de pasaportes biométricos ordinarios. El primero es un pasaporte biométrico que tiene una hoja de datos personales laminada y chips biométricos incrustados en la contraportada del pasaporte. El segundo es un pasaporte biométrico que viene con un chip incrustado en la ficha biométrica fabricado en policarbonato. Actualmente, los pasaportes biométricos de policarbonato sólo se expiden en tres oficinas de inmigración en Yakarta. Cuestan lo mismo que un pasaporte electrónico ordinario laminado.

### Pasaportes diplomáticos

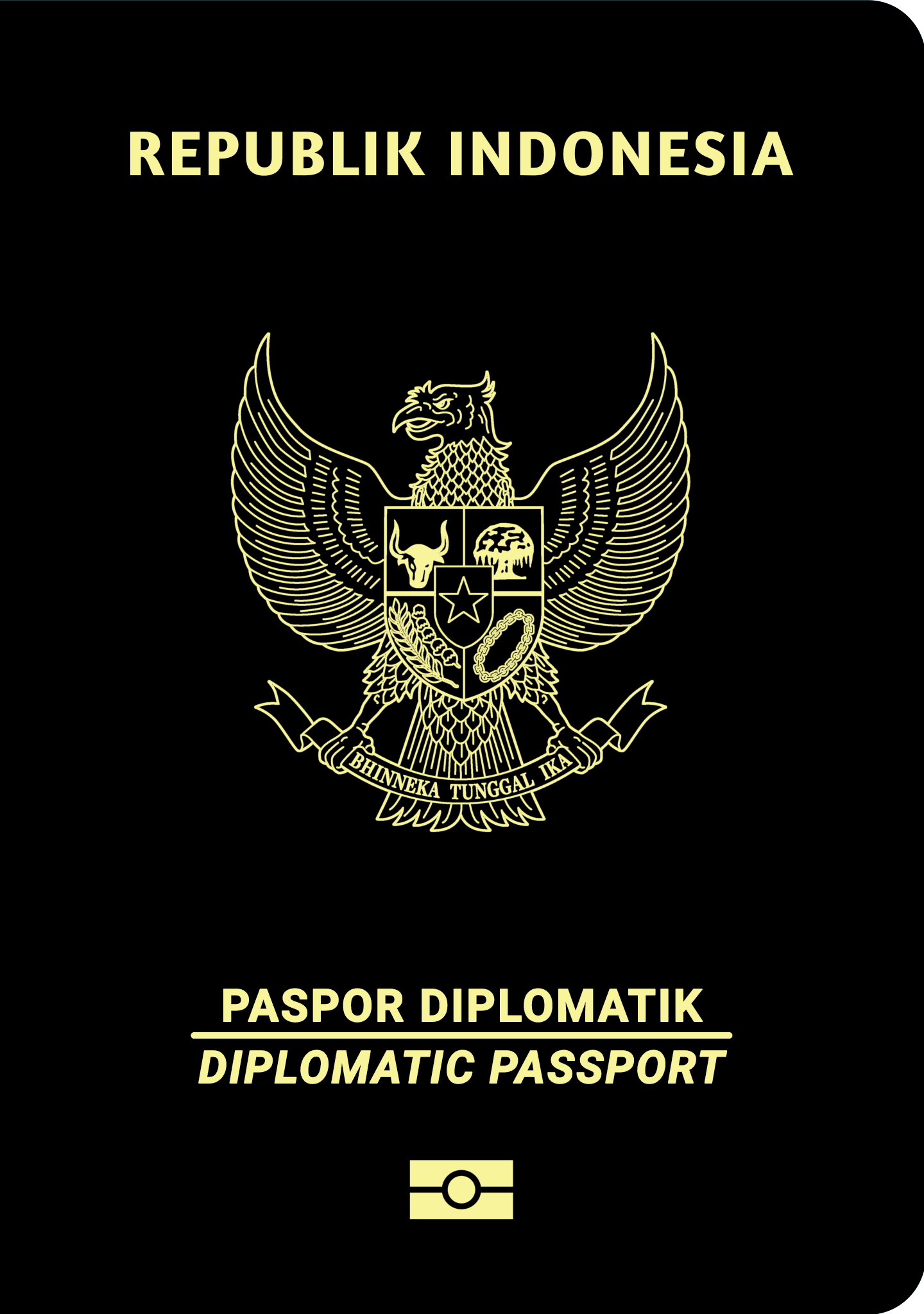
Pasaporte diplomático indonesio.

Se emiten por el Ministerio de Relaciones Exteriores para ciudadanos indonesios que se desempeñan como diplomáticos y/o personal gubernamental,con el fin de viajar con fines diplomáticos. Dicho pasaporte también es válido para la familia inmediata que viajaría junto con el titular principal del pasaporte. Tener un pasaporte diplomático indonesio no garantiza una inmunidad diplomática a su portador,aunque aquellos que obtienen inmunidad diplomática podrían tener dicho pasaporte. La posesión de dicho pasaporte tampoco da derecho a viajar con él para una finalidad no diplomática. En este supuesto, se debe obtener un visado no diplomático adecuada o una autorización de entrada antes de viajar al país de destino. La última versión del pasaporte diplomático indonesio se expide con una cubierta de color negro.
El 19 de agosto de 2021, el Ministerio de Relaciones Exteriores lanzó una nueva versión del pasaporte biométrico diplomático, que cumple con el Documento 9303 estándar de la OACI.

### Pasaportes de servicio

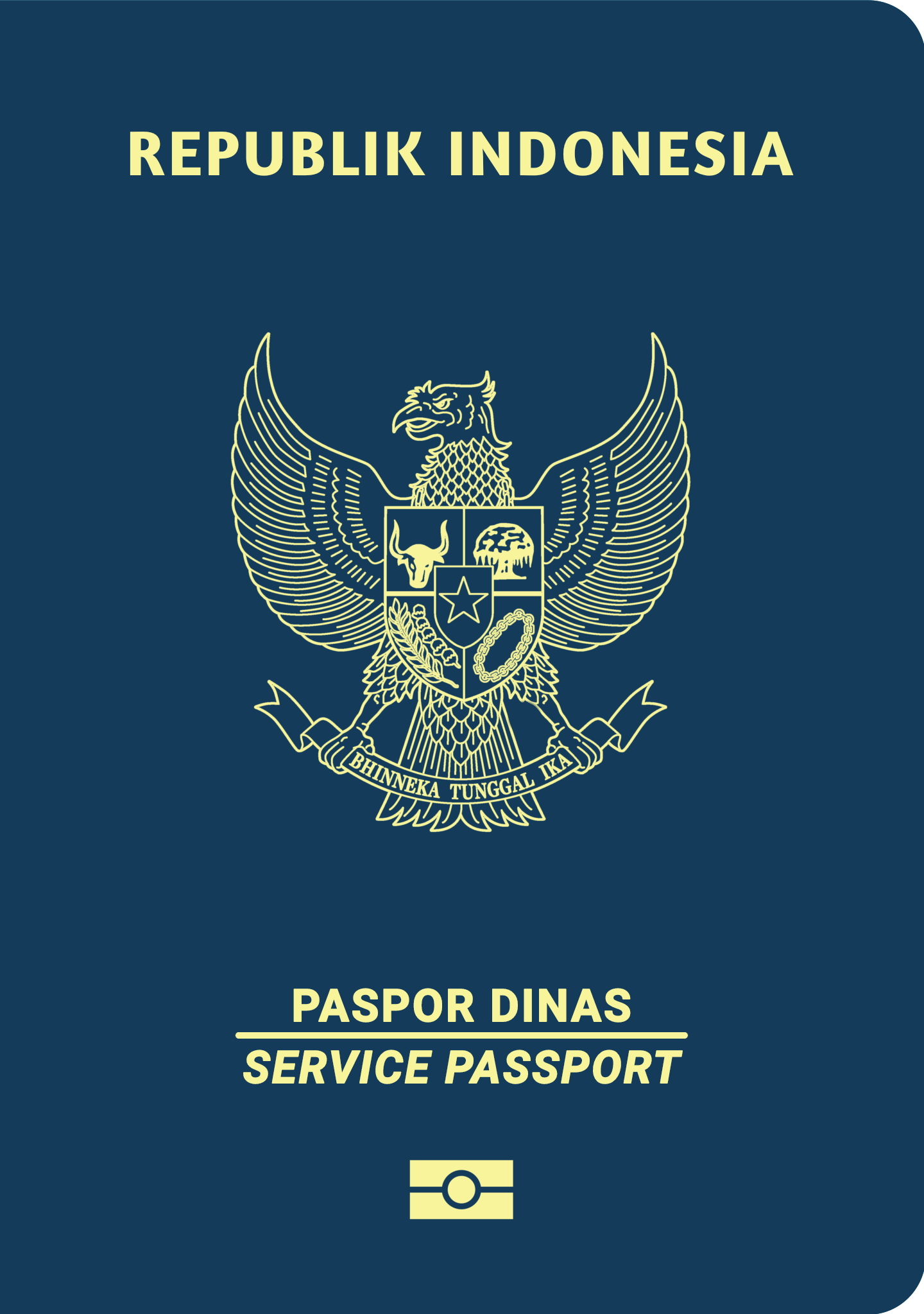
Pasaporte de servicio de Indonesia.

Es emitido por el Ministerio de Relaciones Exteriores para ciudadanos indonesios que se desempeñan como funcionarios públicos en viajes oficiales. Este tipo de pasaporte también se puede expedir al familiar directo del portador principal del pasaporte.Cuenta una cubierta de color azul.
El 19 de agosto de 2021, el Ministerio de Relaciones Exteriores lanzó una nueva versión del pasaporte biométrico de servicio, que cumple con el Documento 9303 estándar de la OACI.

### Pasaporte Hach (descatalogado)

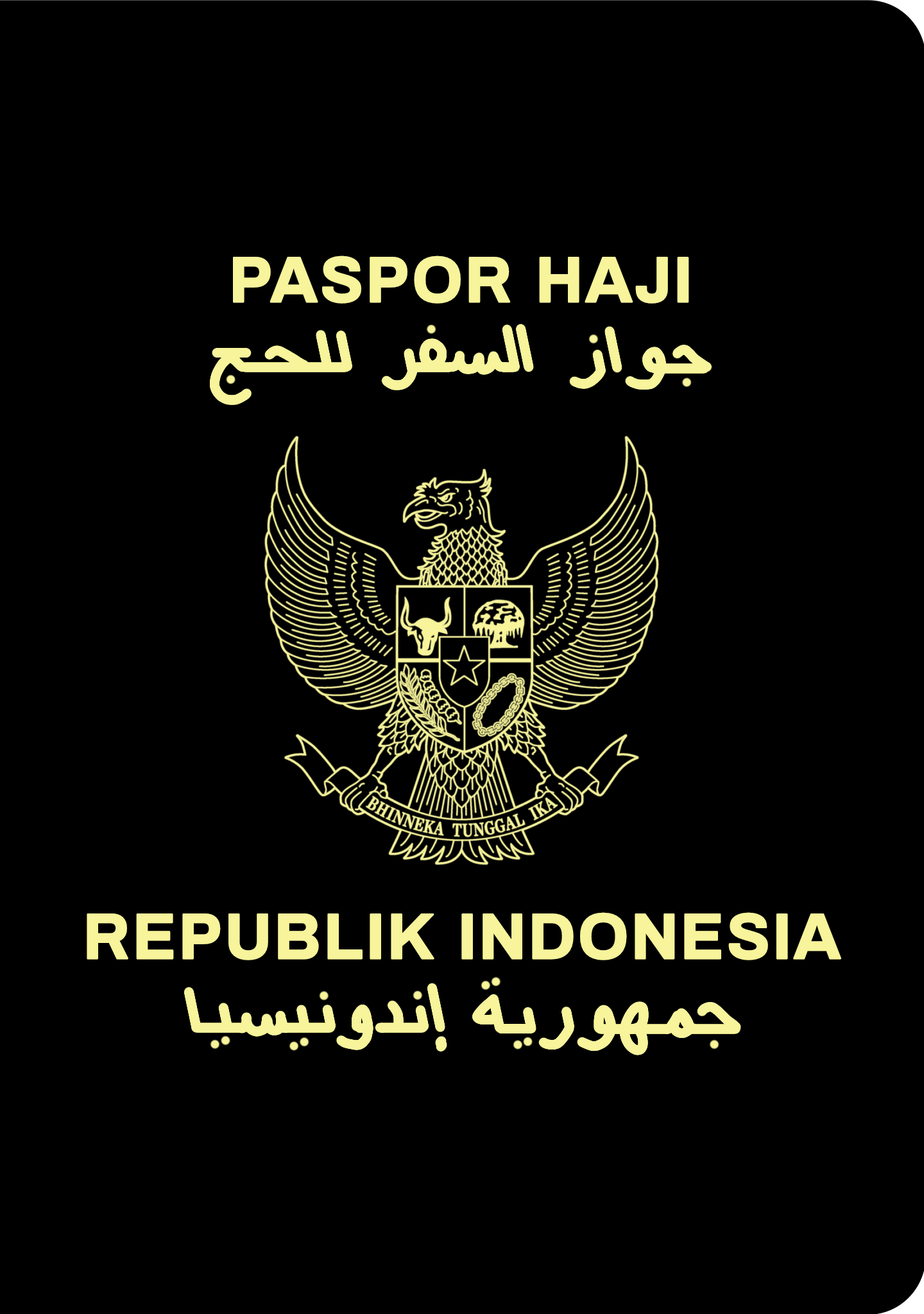
Pasaporte indonesio para el Hach, que ya no se utiliza desde 2009.

Anteriormente, el Ministerio de Asuntos Religiosos expedía pasaportes para realizar la peregrinación hach a La Meca en virtud del artículo 29(1)(d) y el artículo 33 de la Ley de Inmigración de 1992. Sin embargo, las nuevas regulaciones gubernamentales de 2009 eliminaron las partes pertinentes de la legislación. A partir del Hajj de 2009, todos los peregrinos que realizan el hach de Indonesia utilizan pasaportes ordinarios. El uso de pasaportes ordinarios es un requisito impuesto por el gobierno de Arabia Saudita.

## Nota del pasaporte
Los pasaportes contienen una nota del estado emisor dirigida a las autoridades de todos los demás estados, identificando al portador como ciudadano de ese estado y solicitando que se le permita pasar y ser tratado de acuerdo con las normas internacionales. La nota se encuentra en la primera página del pasaporte, la cual se encuentra en el otro lado de la página de identidad. La nota dentro de la última versión de los pasaportes indonesios dice:

En indonesio:
 Pemerintah Republik Indonesia memohon kepada semua pihak yang berkepentingan untuk mengizinkan kepada pemegang paspor ini berlalu secara leluasa dan memberikan bantuan dan perlindungan kepadanya. 

Paspor ini berlaku untuk seluruh negara dan wilayah kecuali ditentukan lain 
En Inglés:
The Government of the Republic of Indonesia requests to all whom it may concern to allow the bearer to pass freely without let or hindrance and afford him/her such assistance and protection. 

This passport is valid for all countries and areas unless otherwise endorsed
La traducción al inglés sólo tiene sentido si la frase "según sea necesario" sigue a "protección" al final de la oración.

En el caso de los pasaportes diplomáticos y de servicio, no son  válidos para visitas a Israel y Taiwán, ya que no existen relaciones diplomáticas con esos países, lo que requiere que los diplomáticos y militares utilicen pasaportes ordinarios y obtengan el visado adecuada, o bien una autorización de entrada procedente de la autoridad migratoria de los países de destino.
Existe una ligera diferencia entre el pasaporte ordinario no biométrico y la versión biométrica. El pasaporte ordinario no biométrico muestra las firmas tanto del portador del pasaporte como de la autoridad emisora. Ambas firmas se realizan manualmente en la oficina de inmigración durante la entrevista por parte del oficial de inmigración. Además, cuenta con un sello oficial posterior del logo de la autoridad emisora correspondiente en la misma página con las firmas.
El pasaporte biométrico ordinario no lleva la firma del portador ni la de la autoridad emisora, ya que se encuentra integrada en el sistema de información digital. Sin embargo, la firma del portador todavía se realiza manualmente durante la entrevista por parte del oficial de inmigración, aunque se incluye en la información digital incrustada en el chip electrónico junto con las diez huellas dactilares y una fotografía digital del rostro. Encima de la firma se puede encontrar un recordatorio de la inclusión del chip en el pasaporte solicitando el tratamiento adecuado del pasaporte para evitar alteraciones en el chip, ya que dicho pasaporte no debe doblarse ni exponerse a dispositivos de radiactividad extrema. 

## Problemas con la ausencia de la sección de firma
En 2019 (poco antes de la pandemia de COVID-19), la Dirección General de Inmigración de Indonesia eliminó la sección de firma del portador en los pasaportes indonesios tanto ordinarios como biométricos por razones de eficiencia. El 11 de agosto de 2022, la Embajada de Alemania en Yakarta anunció que los pasaportes indonesios sin una sección de firma no pueden utilizarse para solicitudes de visados, ya que no cumplen con las normas internacionales.
El 13 de agosto de 2022, la Dirección General de Inmigración emitió un comunicado diciendo que los titulares de pasaportes indonesios afectados por el problema pueden solicitar una firma de respaldo en las oficinas de inmigración, por lo que se están comunicando con el Ministerio de Relaciones Exteriores de Indonesia para tratar este asunto con la Embajada de Alemania en Yakarta.Sin embargo, la Embajada de Alemania en Yakarta no admite un respaldo como un reemplazo válido de la sección de firma, por lo que no puede aceptar pasaportes con dichos respaldos para procesar una solicitud de visado.
El 17 de agosto de 2022, la Embajada de Alemania en Yakarta anunció que los pasaportes con una sección de respaldo por parte de las autoridades de inmigración de Indonesia pueden utilizarse para las solicitudes de visado. La Embajada de Alemania  ha hecho un llamamiento a los titulares de los pasaportes indonesios que no tienen una sección de firma para poder solucionar este problema. El Ministerio Federal del Interior alemán trabaja en coordinación con la policía alemana en los controles fronterizos para que los ciudadanos indonesios con pasaportes sin sección de firma puedan viajar si ya tienen un visado.
A partir de octubre de 2022, todos los pasaportes indonesios emitidos incluyen una sección que muestra la firma del portador. Los indonesios que reciban un nuevo pasaporte deben verificar el documento para asegurarse de que la sección de firma esté presente y que los titulares de pasaportes que no la tengan puedan procesar su validación en una oficina de inmigración local, o bien en las embajadas y consulados de Indonesia.
El 10 de octubre de 2022, la embajada de los Países Bajos en Yakarta anunció que los Países Bajos (junto con Bélgica y Luxemburgo) solo admitirán las solicitudes de visado de los pasaportes indonesios si contienen un respaldo de firma o una sección de firma.

## Página de información de identidad
Información enumerada:
- Fotografía
- Categoría de pasaporte (jenis)
- Código del país (kode negara)
- Número de pasaporte (nomor paspor)
- Sexo (kelamin)
- Nacionalidad (kewarganegaraan)
- Fecha de nacimiento (tanggal lahir)
- Lugar de nacimiento (tempat lahir)
- Fecha de emisión (tanggal pengeluaran)
- Fecha de caducidad (tanggal habis berlaku)
- Oficina emisora (kantor yang mengeluarkan)
- Número de registro (nomor registrasi)
- Zona legible por máquina

## Requisitos de visado
A fecha de julio de 2023, los ciudadanos indonesios tienen acceso sin visado o con visdoa a la llegada a 73 países y territorios, por lo el pasaporte indonesio se encuentra en el puesto 70 en términos de libertad de viaje según el Índice de Pasaportes Henley.